# Джейми Брэддок
Джеймс «Джейми» Брэддок-младший (англ. James "Jamie" Braddock Jr.) — персонаж, появляющийся во вселенной Marvel Comics. Старший брат близнецов супергероев Капитана Британии и Псайлок, он — мутант, обладающий способностью управлять реальностью в различных направлениях. Хотя его мутантские силы очень сильны, он ограничен в них, так как он также шизофреник. Изначально второстепенным персонажем в серии сольного комикса брата, появляются его сверхчеловеческие силы, и последующие психические заболевания принудили его стать супер-злодеем, связанным и с Капитаном Британией, и с различными комиксами Людей Икс.

## История публикаций
Джейми Брэддок впервые появился в британском комиксе Captain Britain Weekly #9 (Декабрь 1976) и был создан Крисом Клэрмонтом, Гербом Тримпом и Фредом Кидой.

## Биография персонажа
Джейми — старший сын Доктора Джеймса и Элизабет Брэддок. Почти на десять лет старше, чем его брат и сестра, близнецы Брайан и Элизабет («Бетси»), у Джейми было относительно изолированное детство.
Он сделал себе имя в качестве финансового гения и был также успешным автогонщиком. Он возглавил Брэддок Индастриз, компания, которая процветала под его лидерством. В конечном счёте, Джейми узнал о секретной личности своего брата в качестве Капитана Британии и помог ему несколько раз. В своё свободное время, однако, Джейми начал заключать незаконные пари, и его долги росли. Вскоре он занялся различной незаконной деятельностью, чтобы оплатить свои долги. Начиная с мелких преступлений, Джейми в конечном счёте занялся грабежом, убийством и работорговлей в Африке, в результате чего, он был похищен Доктором Крокодилом, африканским учёным (также бывший агент С. А. К.). Он заставил Джейми связаться с своим братом, думая, что Брайан также был связан с преступлениями Джейми. Ведьма-доктор Крокодила создала галлюцинацию для Брайана так, чтобы она и Крокодил могли наблюдать реакцию на преступления, которые совершил Джейми. Убежденный, что Брайан был невиновен, Крокодил рассказал Брайану правду о действиях его брата. Потрясенный и разъярённый, Брайан оставил Джейми в своей судьбе.
Лечение Джейми в руках Доктора Крокодила в конечном счёте сломало его ум, заставив его полагать, что мир вокруг него был лишь мечтой. Пытки и галлюцинации, также вызванные на него, пробудили его скрытую мутантскую силу; способность деформировать и перестраивать реальность в своей непосредственной среде. Сат-Юр-9, в украденной личности Кортни Росс, узнал о недавно появившихся силах и нанял межпространственных наёмников, которые известны как Технет, чтобы освободить его. При столкновении с Технет, Крокодил показал преступления Джейми Технет. Группа повернула на Джейми, напав на него, но он легко их победил и стер их воспоминания об этих событиях. Затем он использовал свою силу, чтобы превратить Доктора Крокодила в настоящего крокодила и ушёл с Сат-Юром-9. Джейми был доставлен в свой семейный дом, где он использовал свои силы деформирования реальности, чтобы изменить вещи так, какие они были в молодости, даже воскресив домработницу своей семьи (которая также была его нянькой детства), Эмму Коллинз.
Сат-Юр-9 использовал силы деформирования реальности Джейми, чтобы превратить лондонскую преступницу, известную как Лисица, в лису. Моментами позже, он превратил её помощника Найджела Фробишера (кого также послал Сат-Юр-9 нанять Технет, чтобы освободить его в первый раз) в дубликат Лисицы. Когда Фробишер хотел взять преступную империю Лисицы и так же сказал Джейми, что это было не то, что он надеялся сделать. После того, как Фробишер преобладал над начальной неловкость ситуации, он и Джейми использовали свои недавно приобретенные ресурсы, чтобы заманить в засаду Экскалибур, супергеройскую команду, к которой присоединился Брайан. Во время засады, Джейми убил Алисанду Стюарт и взял свою сестру Элизабет (теперь Человек Икс по имени Псайлок) в плен, мучая их своими силами. Он был побежден, когда подруге Брайану Мегган удалось отвергнуть его силы, позволив Псайлок вырваться на свободу и вывести его из строя своим психическим лезвием. Сат-Юр-9 восстановил бессознательное тело Джейми, когда она убежала. После этих событий, Джейми будет оставаться в коме в течение некоторого времени, видимо брошенный Сат-Юром-9 и взятый на Остров Мюр для лечения. Его брат и сестра пытались восстановить его и излечить его сломанную психику, используя телепатию Псайлок, но он в конечном счёте отверг их предложение, удалив их из своего ума и возвратившись в заторможенное состояние.
Джейми был кратко замечен в Uncanny X-Men #462-465 в истории Дом М, в которой Сумасшедший Джим Джасперс, другой британский злодей с силами манипуляции реальностью, также вновь загадочно появился. В Uncanny X-Men #472, он показывает, что был тем, кто воскресил его сестру Бетси один год до дня после того, как она была убита в Испании. Воскрешая её, Джейми также управлял квантовыми силами, составляющими его сестру, предоставив ей полную неприкосновенность от псионики, магии и деформирования реальности. Уату Наблюдатель также необъяснимо появляется, подразумевая, что что-то вроде космического значения должно произойти. Джейми упоминает «космическую угрозу», теперь известную как Отвергнутые (одна из которых является бывшей подругой Джейми, Аминой Синг), которые недавно вновь появились на Земле. Он выжит через таинственный портал, в который Люди Икс следуют за ним. Большая часть команды захвачена, за исключением Псайлок, которая невидима для Отвергнутых, благодаря изменениям Джейми. Во время конфликта, который следует, Джейми решает, что не может позволить своей сестре снова использоваться в качестве пешки, жертвуя собой вместо этого, чтобы спасти вселенную от Первого Падшего, владельца Отвергнутых.
Джейми кратко появляется в Captain Britain and MI: 13, помогая Брайану найти его путь через иллюзию, созданную демоническим Лордом Плоктой. Был ли это на самом деле Джейми, или иллюзия, созданная Плоктой, или собственный умом Брайана, неизвестно.
Джейми появляется ещё раз в живых, вместе со свои братом и Корпусом Капитана Британии, защищая Другой Мир от сил мощного колдуна под именем Коза. Он предлагает «отчистить» изменения Псайлок, внесенные в её ум и тело в течение её времени с Людьми Икс, но она отказывается. Хотя он первоначально, кажется, преобразован и вылечен от безумия, в конечном счёте выяснилось, что Коза была на самом деле испорченным будущим воплощением Джейми, которое было полно решимости относительно потребления мультивселенной. чтобы достичь божественности. Когда его сила растет, Псайлок, оставленная без каких-либо альтернатив, телепатически вынуждает своего близнеца, Брайана, убить Джейми, ломая его шею, стирая Козу из существования и заканчивая его угрозу мультивселенной.

## Силы и способности
Джейми Брэддок — мутант, обладающий способностью деформировать реальность в своей непосредственной среде. В отличие от большинства мутантов, чьи способности проявляются в период полового созревания или ещё раньше, сила Джейми оставалась латентной и в его взрослой жизни, только возникшая в результате чрезвычайного психического давления из-за мистической пытки Доктора Крокодила. Сила Джейми позволяет ему воспринимать вселенную как массу квантовых ниточек, за которые можно дёрнуть и крутить, чтобы изменить ткань реальности к его прихотям. Первоначально, его деформирование реальности было относительно ограничено; он мог повлиять только на плотные формы, и необходимо быть достаточно близко, чтобы крутить квантовые ниточки, окружающие его. С течением времени, однако, сила его способности и его контроля ей значительна возросла; он больше не ограничивается плотными формами или своей непосредственной близостью.
Деформирующая реальность сила Джейми огромна в объёме, ограниченная только его воображением и колеблющимся здравомыслием. Он может создавать порталы из обычных объектов, которые могут мгновенно транспортировать его через планету или в другие измерения, превращать существ в полностью другие формы, предоставить другим различные сверхчеловеческие способности (хотя он имею тенденцию исчезать с течение времени) и может даже воскрешать мертвых.
Сила глубоко укоренилась в нашей семье. Он получил полную меру. Способность тянуть квантовые струны, которые определяют причинно-следственную связь. Он запутал сам себя, он никогда не будет крутить бесплатно.
- Псайлок, Uncanny X-Men #464

## Другие версии
Альтернативная версия его появилась в Excalibur #18, где он убил своего брата. И другая, где он был на стороне Брайана, сталкиваясь с Командующими Хаоса и Айранитами.

### Дом М
В реальности House of M, вспыхнула мутантно-человеческая война, и он помогал сохранить мир, Джейми, видимо, проявил мутантские силы, и он гордился свои братом, имеющим неприязнь против мутантов, после того, как мутантно-человеческая война успокоилась. Джейми исчез без следа, и Магнето попросил, что старший должен взять под контроль Великобританию, была назначена Псайлок, но она отказалась, а Брайан согласился.

### Ultimate Marvel
В Ultimate Fallout Ultimate Marvel, Нику Фьюри говорят, что Европейский Союз воссоздал Программу класса Супер Солдат Экскалибур, которая будет во главе с братом Брайана, Джейми, как новый Капитан Британия. Впоследствии он присоединяется к Алтимейтс после гибели Капитанов Франции и Италии. Эти смерти — часть продолжительной мировой конфронтации с «Городом», соперничающая армия Джейми, которая работает в тесном сотрудничестве с Тором в борьбе.